# Scalibregmella antennata
Scalibregmella antennata är en ringmaskart som beskrevs av Hartman och Fauchald 1971. Scalibregmella antennata ingår i släktet Scalibregmella och familjen Scalibregmatidae. Inga underarter finns listade i Catalogue of Life.